# Ken Wahl
Ken Wahl, nome d'arte di Anthony Calzaretta (Chicago, 31 ottobre 1954), è un attore statunitense, popolare tra gli anni ottanta e novanta. Vincitore di un Golden Globe e candidato ad un Emmy Award.

## Biografia
Nato a Chicago, con origini italiane e tedesche, è il terzo di undici fratelli. Wahl proviene da una tradizionale famiglia americana, trasferitasi da Chicago al Bronx di New York alla fine degli anni sessanta. Prestante ed atletico, fin da piccolo coltiva il sogno di giocare a baseball ed entrare nelle file dei Chicago White Sox, ma alcune circostanze impediscono le sue aspirazioni. Dopo aver abbandonato la scuola all'età di diciassette anni, intraprende i lavori più disparati, prima di trasferirsi in California alla ricerca di fortuna e successo nel campo delle arti drammatiche. Sceglie il suo nome d'arte in onore di Ken Wahlis, l'uomo che salvò la vita di suo padre nella guerra di Corea.
Il suo debutto sul grande schermo avviene nel 1979 con il ruolo da protagonista nel film The Wanderers - I nuovi guerrieri di Philip Kaufman. L'anno seguente è di nuovo protagonista nel film Fuga per la vita (1980), mentre nel 1982 lavora in Bronx 41º distretto di polizia, recitando al fianco di Paul Newman. Negli anni seguenti recita in diversi film, come la pellicola d'azione Executor (1982), la commedia Un giocatore troppo fortunato (1982) con Bette Midler, e Dimensione inferno (1984) con Cheryl Ladd.
Dal 1987 al 1990 lavora nella serie televisiva Oltre la legge - L'informatore, dove, grazie al ruolo dell'agente Vinnie Terranova, conquista fama e popolarità, oltre a ottenere una candidatura all'Emmy Award e due al Golden Globe, vincendone uno nel 1990. Nel 1991 ottiene il ruolo principale in Rapina del secolo a Beverly Hills.
Nel 1992 Wahl è vittima di un grave incidente motociclistico, in cui rischia la vita riportando ferite al collo. Per molti anni combatte con la dipendenza da farmaci, che assume nel tentativo di alleviare i dolori divenuti cronici. Già nel 1984 aveva avuto un incidente in motocicletta che lo costrinse a rinunciare alla parte in Fuga d'inverno, al fianco di Diane Keaton, poi affidata a Mel Gibson. Da quel momento inizia il declino della sua carriera, causata dall'abuso di farmaci e alcol. Tra i suoi ultimi lavori, la commedia A letto con l'amico (1994) e un film televisivo tratto dalla serie Oltre la legge - L'informatore, in cui riprende il ruolo di Vinnie Terranova.
Nel 1996 viene arrestato per aver minacciato e tirato un coltello a un barista del Beverly Hills Plaza Hotel, reo di non avergli servito dell'alcol. Subisce una lieve condanna, che lo obbliga a partecipare a un programma di riabilitazione dall'alcool e a pagare i danni all'hotel. Viene inoltre diffidato dall'avvicinarsi all'hotel e deve scrivere una lettera di scuse al barista.

### Vita privata
Wahl si è sposato tre volte. La prima moglie è Corrine Alphen, che sposa nel 1984 e dalla quale divorzia nel 1991, dopo la nascita di un figlio di nome Raymond. Nel 1993 si risposa con Lorrie Vidal, da cui ha tre figli, Louie, Cody e Kyra, e da cui divorzia nel 1997. Nello stesso anno si risposa con Shane Barbi, ex modella apparsa su Playboy e celebre negli anni novanta con la sorella gemella Sia come le Barbi Twins.

## Filmografia

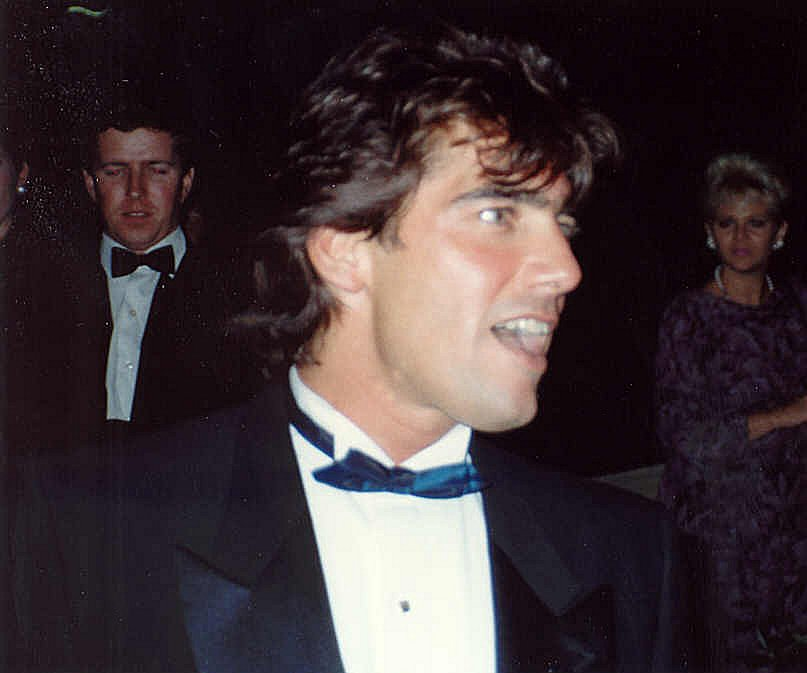
Ken Wahl alla 41ª edizione degli Emmy Awards.

- The Wanderers - I nuovi guerrieri (The Wanderers), regia di Philip Kaufman (1979)
- Fuga per la vita (Running Scared), regia di Paul Glickler (1980)
- Bronx 41º distretto di polizia (Fort Apache the Bronx), regia di Daniel Petrie (1981)
- Il tesoro dello Yankee Zephyr (Race for the Yankee Zephyr), regia di David Hemmings (1981)
- Executor (The Soldier), regia di James Glickenhaus (1982)
- Un giocatore troppo fortunato (Jinxed!), regia di Don Siegel (1982)
- Dimensione inferno (Purple Hearts), regia di Sidney J. Furie (1984)
- Quella sporca dozzina II (The Dirty Dozen: Next Mission), regia di Andrew V. McLaglen (1985) - Film TV
- Il gladiatore (The Gladiator), regia di Abel Ferrara (1986) - Film TV
- Omega Syndrome, regia di Joseph Manduke (1987)
- Oltre la legge - L'informatore (Wiseguy) - serie TV, 62 episodi, (1987-1990)
- I ragazzi degli anni '50 (Book of Love), regia di  Robert Shaye
- Rapina del secolo a Beverly Hills (The Taking of Beverly Hills), regia di Sidney J. Furie (1991)
- A letto con l'amico (The Favor), regia di Donald Petrie (1994)
- Search for Grace, regia di Sam Pillsbury (1994) - Film TV
- Wiseguy, regia di James Whitmore Jr. (1996)

## Doppiatori italiani
- Carlo Marini in Bronx 41º distretto di polizia
- Eugenio Marinelli in Il tesoro dello Yankee Zephyr
- Massimo Corvo in Oltre la legge - L'informatore